# 3Xtrim
3Xtrim – polski samolot ultralekki, produkowany przez 3Xtrim Aircraft Factory w Bielsku-Białej.
Samolot jest jednosilnikowym zastrzałowym górnopłatem. Podwozie samolotu stałe, amortyzowane ze sterowanym kółkiem przednim. Struktura płatowca jest w pełni kompozytowa o budowie przekładkowej. W większości zastosowano włókno węglowe. Kabina samolotu wzmocniona, ogrzewana, wentylowana i wyciszona. Drzwi do kabiny otwierają się do góry. Samolot został również wyposażony w balistyczny system ratunkowy.
Samolot produkowany w 3 wersjach:
1. Ultra (ULA – Ultra Light Aircraft)
2. Ultra+ (AULA – Advanced Ultra light Aircraft)
3. Trener (VLA – Very Light Aircraft)

Na samolocie 3Xtrim (znaki SP-YEX) Krzysztof Wieczorek zajął w 2004 1. miejsce w XVI Mistrzostwach Świata w Lataniu Precyzyjnym i w załodze z Krzysztofem Skrętowiczem 3. miejsce w XIV Mistrzostwach Świata w Lataniu Rajdowym.
- Moc silnika Rotax 912: 80/100 KM
- Śmigło: stałe, 2- lub 3-łopatowe, nastawne na ziemi
- Liczba miejsc: 2
- Zbiornik paliwa: 70 litrów

## Wymiary (wersja Ultra)
- Długość:  6,87 m
- Rozpiętość:  9,6 m
- Wysokość:  2,4 m
- Pow. nośna:  12 m kw.

## Osiągi (wersja Ultra)
- Prędkość maksymalna:  216 km/h
- Prędkość przelotowa:  180 km/h
- Prędkość przeciągnięcia:  63 km/h
- Zasięg:  750 km